# Société nationale des constructions aéronautiques du Nord - SNCAN
SNCAN (acrónimo de Société Nationale des Constructions Aéronautiques du Nord) también conocida como Nord fue un fabricante aeronáutico francés. La sociedad se creó el 1 de febrero de 1937, tras la fusión de plantas de fabricación de las firmas constructoras de aeroplanos ANF Les Mureaux, Avions Amiot, Breguet, CAMS y Potez' a raíz de su nacionalización en 1936 por el gobierno del Frente Popular.
En junio de 1949, SNCAN absorbió la Société nationale des constructions aéronautiques du Centre - SNCAC. Durante la racionalización de la industria aeronáutica nacionalizada durante la década de 1950, y tras la absorción de la Société française d'étude et de construction de matériels aéronautiques spéciaux - SFECMAS (el antiguo Arsenal de l'Aéronautique) en diciembre de 1954 pasa a formar Nord Aviation en enero de 1958, que a su vez en 1970, se fusionó con Sud Aviation para formar Aérospatiale, el principal fabricante de aviones del gobierno francés y finalmente, convertirse en el año 2000 en parte del Grupo EADS.

## Historia
Tras la resolución de las huelga general de la industria pesada francesa de mayo-junio de 1936, el gobierno de Leon Blum promulgó una ley para nacionalizar la industria de guerra francesa. Entre los motivos a considerar se constató que a mediados de la década de 1930, mientras Alemania había iniciado en 1933 su rearme, Francia había ido quedándose rezagada. Su aviación militar no puede competir en concepción ni tecnológicamente con la recién nacida Luftwaffe. En Francia se había iniciado una política de prototipos, aunque, por lo general, los modelos producidos no cumplían con las ambiciosas especificaciones emitidas por el Service technique de l'aéronautique o no conseguían producirse en serie con la suficiente rapidez. Tanto es así, que algunos modelos ya estaban obsoletos al entrar en servicio.
Cuando el Frente Popular francés llegó al poder en mayo de 1936, su gobierno decidió nacionalizar dos tercios de la industria aeronáutica para compensar la falta de productividad de los fabricantes de la época y racionalizar la producción. Así, por la ley de nacionalización de 11 de agosto de 1936, el gobierno francés reúne las fábricas y las oficinas de diseño de varias empresas privadas dentro de seis sociedades mixtas estatales según su ubicación geográfica (SNCASO, SNCASE, SNCAC, SNCAN, SNCAO y SNCAM).· y una de motores de aviación (SNCM - Lorraine-Dietrich ). Creadas con el estatuto de sociedades anónimas de economía mixta en las que el estado posee las dos terceras partes de las acciones, son administradas por un consejo de administración cuyos miembros son designados por el gobierno y cuyo presidente es el ex director general de la Société Aéronautique Loire-Nieuport, Henri de l'Escaille..
SNCAN incorporó las instalaciones de ANF Les Mureaux en Les Mureaux, Avions Amiot en Caudebec-en-Caux, la Société des Ateliers d'Aviation Louis Breguet en Le Havre, Chantiers Aéro-Maritimes de la Seine - CAMS de Sartrouville y la gran fábrica de la Société des Aéroplanes Henry Potez de Méaulte.
En el período previo e inicios de la II Guerra Mundial, SNCAN continuó construyendo aviones según los diseños originales establecidos de los fabricantes. También produjo varios diseños y prototipos nuevos, aunque solo uno, la serie Potez 63 , entró en plena producción para la Fuerza Aérea de Vichy.
Con la caída de Francia en junio de 1940, los activos de SNCAN se encontraron en la zona ocupada por los alemanes y se restringió el trabajo en la industria aeronáutica, aunque, la producción del Potez 63.11 prosiguió durante la ocupación alemana en Méaulte y Les Mureaux. También a partir de 1942 la sociedad construyó 170 ejemplares bajo supervisión alemana en Les Mureaux del avión de enlace y comunicaciones Messerschmitt Bf 108 ; reiniciando su fabricación en noviembre de 1944 al ser liberada la zona como Nord Pingouin.

## Productos
Los aviones diseñados y construidos por SNCAN incluyen el Nord 1001/1002 Pingouin, en 1944, Nord Norécrin, un monoplano triplaza en 1945, - ambos desarrollos de los Bf 108 y Bf 208 -, Nord Norélan, un entrenador triplaza en 1948 y el Nord 1400 Noroit, un hidrocanoa anfibio bimotor de reconocimiento y salvamento marítimo en 1949.
En 1947, SNCAN construyó un prototipo de bombardero en picado y avión de guerra antisubmarina, el Nord 1500 Noréclair; un prototipo de un helicóptero biplaza, el Nord 1700 Norélic; también diseñó el Nord 2100 Norazur un único prototipo de un avión de transporte bimotor pero, ninguno entró en producción; sin embargo, en 1949 apareció el transporte bimotor militar Nord Noratlas, que se convirtió en el principal avión de transporte del Armée de l´air de la época. y de los que se fabricaron 425 ejemplares.

## Producción[5]
- Messerschmitt Bf 108 (1942-1944) - Monomotor triplaza de enlace y comunicaciones con motor Argus As 10c de 179 kW (240 hp)
- Messerschmitt Me 208 (1943-1944) - Monomotor con tren de aterrizaje triciclo y retráctil (dos prototipos)
- Nord 1000 (1944) - Messerschmitt Bf 108 con motor Renault 6Q 11 de 170 kW (230 hp)
- Nord 1001 Pingouin I (1945) - Monomotor triplaza con motor Renault 6Q 11
- Nord 1002 Pingouin II (1945) - Monomotor cuatriplaza con motor Renault 6Q 10
- Nord 1100 Noralpha (Ramier I/II) (1946) - Monomotor de cuatro plazas (200 construidos) derivado del Messerschmitt 208 con motor Renault 6Q 10/11
- Nord 1200 Norécrin (1945) - Monomotor de turismo construido entre 1949 y 1955
- Nord 1221 Norélan (1948) - Monomotor triplaza de entrenamiento
- Nord 1400 Noroit (1949) - Hidrocanoa militar bimotor de reconocimiento marítimo y salvamento
- Nord 1300 (1945) - Planeador de entrenamiento monoplaza. Versión francesa del Schneider Grunau Baby
- Stampe-Vertongen SV.4 (1946) - biplano de entrenamiento (940 construidos en Francia y Argelia - Atelier Industriel de l'Aéronautique d'Alger)
- Nord NC.850 (1947) - Monomotor triplaza de turismo/observación (militar)
- Nord 2000 (1947) - Planeador monoplaza de alto rendimiento. Construcción francesa del DFS Olympia Meise
- Nord 2100 Norazur (1947) - Prototipo bimotor de transporte militar de 10 plazas
- Nord 2200 (1949) - Prototipo reactor interceptor basado en portaaviones
- Nord 2501 Noratlas (1950) - Transporte militar/civil bimotor
- Nord 2800 (1950) - Prototipo monomotor de entrenamiento primario
- Nord Gerfaut (1954) - Reactor de investigación con ala delta
- Nord 1500 Griffon (1955) - Reactor experimental con doble propulsión (turborreactor/estatorreactor)
- Nord 1601 (1950) - Birreactor experimental de alas en flecha y sistemas de elevada sustentación
- Nord N.1750 Norelfe (1954) - Helicóptero experimental. Vendidos todos los derechos del modelo a la compañía española Aerotécnica S.A., donde pasó a denominarse AC-13 y que serviría de base para el Aerotécnica AC-14
- Nord 1700 Norélic (1957) -  Prototipo de helicóptero biplaza de un solo rotor con un sistema antipar sin control manual de paso cíclico
- Nord 3202 (1957) - Monomotor biplaza de entrenamiento primario
- Nord Aviación CT20 (1957) - Dron radiocontrolado propulsado por un turborreactor
- Nord 3400 (1958) - Monomotor de observación y evacuación de heridos
- Nord CT41 (1959) - Dron objetivo propulsado por un estatorreactor con el propósito de brindar capacitación en la interceptación de bombarderos supersónicos.
- Nord 260 (1960) - Monoplano turbohélice. Avión comercial de pasaje regional
- Nord 262 - Aérospatiale N 262 (1962) - Monoplano turbohélice de transporte civil/militar
- Nord Aviation N 500 Cadet (1968) - Monoplaza turbohélice de investigación VTOL